# 400 metros medley
400 metros estilos é uma prova de natação que reúne os quatro estilos de: borboleta (mariposa), costas, peito (bruços) e livre (crawl ou crol), sendo utilizado um desses estilos a cada 100 metros da prova.

## Sequência dos estilos
A modalidade pode ser praticada como uma prova individual ou uma prova de estafetas (um nadador para cada estilo), existindo uma sequência oficial para se nadar em cada tipo de prova.
Nas provas individuais, o estilo inicial é o de borboleta, seguido pelos de costas, peito e livre. Cada nado deve percorrer 100 metros.
Sendo em forma de revezamento a sequência oficial é a seguinte: costas, peito, borboleta e livre. Cada nadador fica responsável em nadar cada um dos estilos, isto é, 100 metros no estilo específico para cada nadador.

## História
A prova de estafetas (também conhecida como 4x100 metros estilos) foi disputada pelo primeira vez nos Jogos Olímpicos de Verão de 1960, em Roma. Nessa edição, a prova foi vencida tanto na categoria masculina quanto na feminina pela equipe do Estados Unidos.
Os 400 metros estilos individual foi incluído nos Jogos Olímpicos de Verão de 1964, em Tóquio, tendo como campeões olímpicos dessa prova os nadadores Richard Roth (Estados Unidos), na categoria masculina e Donna de Varona (Estados Unidos), na categoria feminina.

## Recordes mundiais masculinos

### Piscina longa (50 metros)
| TEMPO   | NADADOR             | DATA                   |
| ------- | ------------------- | ---------------------- |
| 5:15.6  | Gary Heinrich       | 27 de agosto de 1957   |
| 5:12.9  | Vladimir Strushanov | 20 de outubro de 1957  |
| 5:08.8  | Ian Black           | 6 de junho de 1959     |
| 5:07.8  | George Harrison     | 24 de junho de 1960    |
| 5:05.3  | George Harrison     | 24 de junho de 1960    |
| 5:04.5  | Dennis Rounsaville  | 22 de julho de 1960    |
| 5:04.3  | Ted Stickles        | 1 de julho de 1961     |
| 4:55.6  | Ted Stickles        | 18 de agosto de 1961   |
| 4:53.8  | Gerhard Hetz        | 24 de maio de 1962     |
| 4:51.4  | Ted Stickles        | 30 de junho de 1962    |
| 4:51.0  | Ted Stickles        | 12 de julho de 1962    |
| 4:50.2  | Gerhard Hetz        | 12 de outubro de 1963  |
| 4:48.6  | Richard Roth        | 31 de julho de 1964    |
| 4:45.4  | Richard Roth        | 14 de outubro de 1964  |
| 4:45.3  | Andrei Dunayev      | 3 de abril de 1968     |
| 4:45.1  | Greg Buckingham     | 6 de julho de 1968     |
| 4:43.4  | Gary Hall           | 20 de julho de 1968    |
| 4:43.3  | Charles Hickcox     | 30 de agosto de 1968   |
| 4:39.0  | Charles Hickcox     | 30 de agosto de 1968   |
| 4:38.7  | Gary Hall           | 11 de julho de 1969    |
| 4:33.9  | Gary Hall           | 15 de agosto de 1969   |
| 4:31.0  | Gary Hall           | 21 de agosto de 1970   |
| 4:30.81 | Gary Hall           | 3 de agosto de 1972    |
| 4:28.89 | András Hargitay     | 20 de agosto de 1974   |
| 4:26.00 | Zoltán Verraszto    | 2 de abril de 1976     |
| 4:23.68 | Rod Strachan        | 25 de julho de 1976    |
| 4:23.39 | Jesse Vassallo      | 4 de agosto de 1978    |
| 4:20.05 | Jesse Vassallo      | 28 de agosto de 1978   |
| 4:19.78 | Ricardo Prado       | 8 de agosto de 1982    |
| 4:19.61 | Jens-Peter Berndt   | 23 de maio de 1984     |
| 4:17.53 | Alex Baumann        | 17 de junho de 1984    |
| 4:17.41 | Alex Baumann        | 30 de julho de 1984    |
| 4:16.12 | David Wharton       | 14 de agosto de 1987   |
| 4:15.42 | Tamás Darnyi        | 19 de agosto de 1987   |
| 4:14.75 | Tamás Darnyi        | 21 de setembro de 1988 |
| 4:12.36 | Tamás Darnyi        | 13 de janeiro de 1991  |
| 4:12.30 | Tom Dolan           | 11 de setembro de 1994 |
| 4:11.76 | Tom Dolan           | 17 de setembro de 2000 |
| 4:11.09 | Michael Phelps      | 15 de agosto de 2002   |
| 4:10.73 | Michael Phelps      | 7 de abril de 2003     |
| 4:09.09 | Michael Phelps      | 27 de julho de 2003    |
| 4:08.41 | Michael Phelps      | 7 de julho de 2004     |
| 4:08.26 | Michael Phelps      | 14 de agosto de 2004   |
| 4:06.22 | Michael Phelps      | 1 de abril de 2007     |
| 4:05.25 | Michael Phelps      | 29 de junho de 2008    |
| 4:03.84 | Michael Phelps      | 10 de agosto de 2008   |
| 4:02.50 | Léon Marchand       | 23 de julho de 2023    |

### Piscina curta (25 metros)
| TEMPO   | NADADOR       | DATA                    |
| ------- | ------------- | ----------------------- |
| 4:08.77 | Luca Sacchi   | 23 de janeiro de 1996   |
| 4:07.10 | Jani Sievinen | 9 de fevereiro de 1993  |
| 4:06.03 | Jani Sievinen | 20 de janeiro de 1996   |
| 4:05.59 | Marcel Wouda  | 1 de fevereiro de 1997  |
| 4:05.41 | Marcel Wouda  | 8 de fevereiro de 1997  |
| 4:04.24 | Matthew Dunn  | 24 de setembro de 1998  |
| 4:02.72 | Brian Johns   | 23 de fevereiro de 2003 |
| 4:00.37 | László Cseh   | 9 de dezembro de 2005   |
| 3:59.33 | László Cseh   | 14 de dezembro de 2007  |
| 3:57.27 | László Cseh   | 11 de dezembro de 2009  |
| 3:55.50 | Ryan Lochte   | 16 de dezembro de 2010  |
| 3:54.81 | Daiya Seto    | 27 de outubro de 2019   |

## Recordes mundiais femininos

### Piscina longa (50 metros)
| TEMPO   | NADADORA        | DATA                    |
| ------- | --------------- | ----------------------- |
| 5:46.6  | Sylvia Ruuska   | 27 de junho de 1958     |
| 5:43.7  | Sylvia Ruuska   | 1 de agosto de 1958     |
| 5:41.1  | Sylvia Ruuska   | 24 de fevereiro de 1959 |
| 5:40.2  | Sylvia Ruuska   | 17 de julho de 1959     |
| 5:36.5  | Donna de Varona | 15 de julho de 1960     |
| 5:34.5  | Donna de Varona | 11 de agosto de 1961    |
| 5:29.7  | Donna de Varona | 2 de junho de 1962      |
| 5:27.4  | Sharon Finneran | 26 de julho de 1962     |
| 5:24.7  | Donna de Varona | 26 de julho de 1962     |
| 5:21.9  | Sharon Finneran | 28 de julho de 1962     |
| 5:16.5  | Donna de Varona | 10 de março de 1964     |
| 5:14.9  | Donna de Varona | 30 de agosto de 1964    |
| 5:11.7  | Claudia Kolb    | 9 de julho de 1967      |
| 5:09.7  | Claudia Kolb    | 1 de agosto de 1967     |
| 5:08.2  | Claudia Kolb    | 19 de agosto de 1967    |
| 5:04.7  | Claudia Kolb    | 24 de agosto de 1968    |
| 5:02.97 | Gail Neall      | 9 de julho de 1972      |
| 5:01.10 | Angela Franke   | 18 de agosto de 1973    |
| 4:57.51 | Gudrun Wegner   | 6 de setembro de 1973   |
| 4:52.42 | Ulrike Tauber   | 21 de agosto de 1974    |
| 4:52.20 | Ulrike Tauber   | 7 de junho de 1975      |
| 4:48.79 | Birgit Treiber  | 1 de junho de 1976      |
| 4:42.77 | Ulrike Tauber   | 24 de junho de 1976     |
| 4:40.83 | Tracy Caulkins  | 23 de agosto de 1978    |
| 4:39.96 | Petra Schneider | 30 de março de 1980     |
| 4:38.44 | Petra Schneider | 27 de maio de 1980      |
| 4:36.29 | Petra Schneider | 26 de julho de 1980     |
| 4:36.10 | Petra Schneider | 1 de agosto de 1982     |
| 4:34.79 | Chen Yan        | 13 de outubro de 1997   |
| 4:33.59 | Yana Klochkova  | 16 de setembro de 2000  |
| 4:32.89 | Katie Hoff      | 1 de abril de 2007      |
| 4:31.46 | Stephanie Rice  | 22 de março de 2008     |
| 4:31.12 | Katie Hoff      | 29 de junho de 2008     |
| 4:29.45 | Stephanie Rice  | 10 de agosto de 2008    |
| 4:28.43 | Ye Shiwen       | 28 de julho de 2012     |
| 4:26.36 | Katinka Hosszú  | 7 de agosto de 2016     |

### Piscina curta (25 metros)
| TEMPO   | NADADORA               | DATA                   |
| ------- | ---------------------- | ---------------------- |
| 4:29.00 | Dai Guohong            | 2 de dezembro de 1993  |
| 4:27.83 | Yana Klochkova         | 20 de janeiro de 2002  |
| 4:26.52 | Kirsty Coventry        | 9 de abril de 2008     |
| 4:25.87 | Julia Smit             | 28 de novembro de 2008 |
| 4:25.06 | Mireia Belmonte García | 14 de dezembro de 2008 |
| 4:22.80 | Kathryn Meaklim        | 22 de novembro de 2009 |
| 4:22.80 | Julia Smit             | 18 de dezembro de 2009 |
| 4:22.80 | Katinka Hosszú         | 11 de agosto de 2013   |
| 4:22.80 | Katinka Hosszú         | 28 de agosto de 2014   |
| 4:22.80 | Mireia Belmonte García | 3 de dezembro de 2014  |
| 4:22.80 | Katinka Hosszú         | 4 de dezembro de 2015  |
| 4:18.94 | Mireia Belmonte García | 12 de agosto de 2017   |

## Campeões olímpicos

### Feminino individual
| Atleta              | País              | Edição dos jogos  |
| ------------------- | ----------------- | ----------------- |
| Donna de Varona     | Estados Unidos    | Tóquio, 1964      |
| Claudia Kolb        | Estados Unidos    | México, 1968      |
| Gail Neall          | Austrália         | Munique, 1972     |
| Ulrike Tauber       | Alemanha Oriental | Montreal, 1976    |
| Petra Schneider     | Alemanha Oriental | Moscou, 1980      |
| Tracy Caulkins      | Estados Unidos    | Los Angeles, 1984 |
| Janet Evans         | Estados Unidos    | Seul, 1988        |
| Krisztina Egerszegi | Hungria           | Barcelona, 1992   |
| Michelle Smith      | Irlanda           | Atlanta, 1996     |
| Yana Klochkova      | Ucrânia           | Sydney, 2000      |
| Yana Klochkova      | Ucrânia           | Atenas, 2004      |
| Stephanie Rice      | Austrália         | Pequim, 2008      |
| Stephanie Rice      | Austrália         | Pequim, 2008      |
| Ye Shiwen           | China             | Londres, 2012     |
| Katinka Hosszú      | Hungria           | Rio, 2016         |
| Yui Ohashi          | Japão             | Tóquio, 2020      |

### Masculino individual
| Atleta              | País            | Edição dos jogos  |
| ------------------- | --------------- | ----------------- |
| Richard Roth        | Estados Unidos  | Tóquio, 1964      |
| Charles Hickcox     | Estados Unidos  | México, 1968      |
| Gunnar Larsson      | Suécia          | Munique, 1972     |
| Rod Strachan        | Estados Unidos  | Montréal, 1976    |
| Aleksandr Sidorenko | União Soviética | Moscou, 1980      |
| Alex Baumann        | Canadá          | Los Angeles, 1984 |
| Tamás Darnyi        | Hungria         | Seul, 1988        |
| Tamás Darnyi        | Hungria         | Barcelona, 1992   |
| Tom Dolan           | Estados Unidos  | Atlanta, 1996     |
| Tom Dolan           | Estados Unidos  | Sydney, 2000      |
| Michael Phelps      | Estados Unidos  | Atenas, 2004      |
| Michael Phelps      | Estados Unidos  | Pequim, 2008      |
| Ryan Lochte         | Estados Unidos  | Londres, 2012     |
| Kosuke Hagino       | Japão           | Rio, 2016         |
| Chase Kalisz        | Estados Unidos  | Tóquio, 2020      |